# Анкудиново (Владимирская область)
Анкуди́ново — деревня в Петушинском районе Владимирской области России. Входит в состав Пекшинского сельского поселения.

## География
Деревня расположена на берегу реки Пекши (приток реки Клязьмы), в 17 км на север от центра поселения деревни Пекши и в 32 км на северо-восток от районного центра города Петушки.

## История

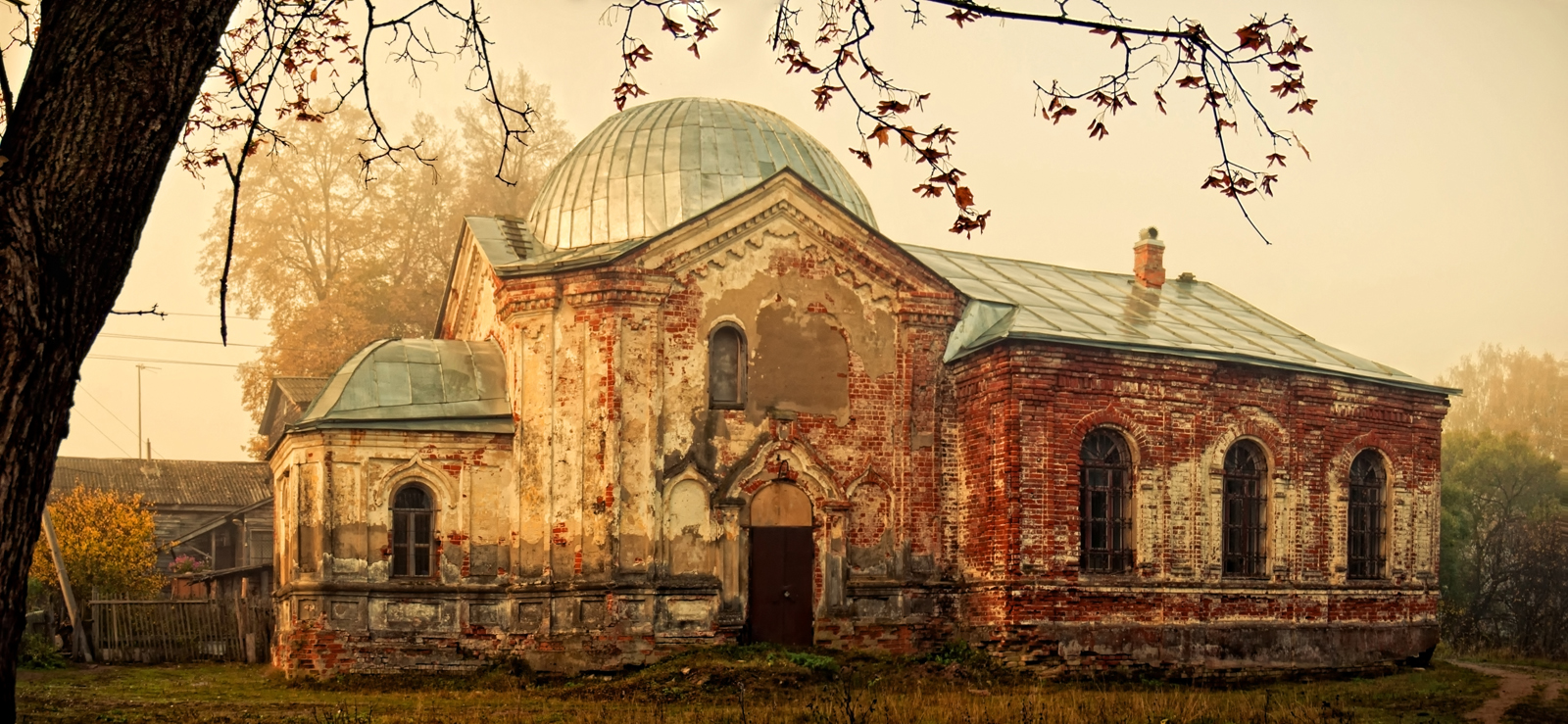
Церковь Архангела Михаила, 2010 год

В древности на месте села, на левом берегу реки Пекши находился Архангельский погост с храмом в честь Архистратига Михаила. В середине XVIII века погост исчез окончательно, возникшая на его месте деревня Арханино (Архангелка) слилась с деревней Анкудиново. По одной из версий, в 1867 году купец Григорий Белов построил здесь каменную церковь Архистратига Михаила, она была приписана к церкви села Алексина. При церкви села Анкудинова была открыта церковно-приходская школа. В советское время помещичий дом использовался как приют для бездомных детей, а храм был переоборудован под столовую. Когда дом стал требовать капитальных вложений для ремонта, приют перевели в другое место.  Обветшавшую столовую-храм со временем переоборудовали в гвоздильный цех. В состоянии разваленного гвоздильного цеха церковь была передана Русской православной церкви.
В конце XIX — начале XX века деревня входила в состав Воронцовской волости Покровского уезда.
С 1929 года деревня входила в состав Васильковского сельсовета в составе Петушинского района, позднее вплоть до 2005 года была центром Анкудиновского сельсовета.
До 2012 года в деревне действовала Анкудиновская основная общеобразовательная школа.

## Население
| 1859 | 1905 | 1926 | 2002 | 2010 | 2021 |
| ---- | ---- | ---- | ---- | ---- | ---- |
| 194  | ↗211 | ↘131 | ↗264 | ↘216 | ↘148 |

## Достопримечательности
В деревне находится действующая церковь Михаила Архангела (1867). В 1990-х годах община верующих начала восстановление храма. В настоящее время восстановление храма продолжается. Богослужения проводятся регулярно.